# باشگاه بسکتبال مهرام
باشگاه بسکتبال مهرام تهران یک باشگاهِ بسکتبال ایرانی است که در تهران قرار دارد. این تیم تاکنون شش بار به قهرمانیِ لیگ برتر بسکتبال ایران و دو بار به مقام قهرمانی جام باشگاه‌های بسکتبال آسیا در سال ۲۰۰۹ و ۲۰۱۰ میلادی دست یافته‌است. این باشگاه تحتِ مالکیت شرکت مواد غذایی مهرام قرار دارد.

## پیشینه
این تیم از سال ۱۳۸۵ تاکنون توانسته با شش قهرمانی، دو نایب قهرمانی، یک مقام سومی در لیگ برتر و چهار قهرمانی در غرب آسیا، دو قهرمانی در جام باشگاه‌های آسیا، قهرمانی در رقابت بین‌المللی ABA چین و دو مقام قهرمانی در جام شیخ راشد امارات به عنوان پرافتخارترین باشگاه بسکتبال ایران شناخته شود.

## اسامی بازیکنان تیم
| شماره | بازیکن             | موقعیت        | قد   |
| ۵     | سجاد مشایخی        | پوینت گارد    |      |
| ۱۳    | محمد جمشیدی        | شوتینگ گارد   | ۱٫۹۷ |
| ۲۳    | سجاد پذیرفته       | پاور فوروارد  |      |
| ۱۸    | امیرحسین خندان پور | سنتر          | ۲٫۰۸ |
| ۳۷    | آمتین جلالیان      | شوتینگ گارد   |      |
| ۴     | علیرضا شریفی       | اسمال فوروارد | ۲٫۰۲ |
| ۲۰    | سالار طاهری        | سنتر          |      |
| ۱۰    | پیتر گریگوریان     | شوتینگ گارد   |      |
| ۷۷    | علی شهریاری        | گارد          |      |
| ۲۲    | محمد رحیمی         | پاور فوروارد  | ۲٫۱۳ |
| ۱۱    | محمد مهدی حیدری    | پوینت گارد    | ۱,۹۷ |
| ۷     | بهشاد عرب زاده     | اسمال فوروارد |      |
| ۴۱    | آرین ارمی          | پاور فوروارد  |      |
| ۱۱    | کیوان ریاعی        |               |      |

| مربیان      | نام             |
| ----------- | --------------- |
| سرمربی      | فرزاد کوهیان    |
| کمک مربی    | ایمان اکبری     |
| کمک مربی    | جواد رحمتی پور  |
| مربی بدنساز | علی مهدوی       |
| سرپرست      | همایون ایزدپناه |
| پزشک        | صادق توکلی      |
| تدارکات     | حامد پرتوی      |

## مربیان
- حسن نگهداری (۲۰۰۴ – ۲۰۰۵)
- محمد مهدی ایزدپناه (۲۰۰۵ – ۲۰۰۶)
- رادنکو اورلویچ (۲۰۰۶ – ۲۰۰۷)
- مصطفی هاشمی (۲۰۰۷ – ۲۰۱۰)
- مهران شاهین طبع (۲۰۱۰ – ۲۰۱۱)
- مصطفی هاشمی (۲۰۱۲–۲۰۱۱)
- ممی بچیرویچ (۲۰۱۳–۲۰۱۲)
- آراد رستمی
- فرزاد کوهیان (تاکنون - ۲۰۲۳ )

## بازیکنان قابل توجه
|  | - زوراب چوبینیدزه - مهدی کامرانی - بهراد رضانیا - محمد جمشیدی - کیوان ریاعی - حامد سهراب نژاد - توماج کریمیان - سامان ویسی - صمد نیکخواه بهرامی - حامد حدادی - ادموند والیکو - نبوجسا بگاوس - پرو کامرون - محمد لیسگ - جوز جیم لوردا | - اسکار یبرا - سام داگلاس - راشاد گریفی - پریست لودردال - آرت لانگ - تونی مدیسون - لی نایلون - راجر واشینگتن - مونتی ویلسون |

## افتخارات
مسابقات باشگاه‌های آسیا
قهرمان(۲): ۲۰۰۹، ۲۰۱۰
مسابقات باشگاه‌های غرب آسیا
قهرمان(۴)
لیگ برتر بسکتبال ایران
قهرمان(۶)